# Anthony James Corcoran
Anthony James Corcoran SJ (nascido em 19 de abril de 1963 em Tucson, Arizona, EUA) é um religioso americano e administrador apostólico católico romano do Quirguistão.
Anthony James Corcoran ingressou na Congregação Jesuíta em agosto de 1985. Corcoran foi ordenado diácono em 1995 e recebeu o Sacramento da Ordem em 8 de junho de 1996.
Em 29 de agosto de 2017, o Papa Francisco o nomeou Administrador Apostólico do Quirguistão.